# シャマシュ・シュム・ウキン
シャマシュ・シュム・ウキン（Shamash-shum-ukin、在位：前668年-前648年）は古代メソポタミア地方におけるバビロンの王。アッシリア王エサルハドンの息子であり、アッシリア王となった弟のアッシュルバニパルと共に王位に就いた。即位後17年間は弟との共同統治に甘んじていたが、紀元前652年に弟に対する反乱に踏み切る。だが、4年間の内戦の末、敗れて死亡した。
シャマシュ・シュム・ウキンは、英語ではShamash-shum-ukin/Shamashshumukin、アッカド語ではŠamaš-šuma-ukin/Šamaš-šumu-ukīn、「シャマシュ神は後継者を立てり」の意味。サウルムギナ（Saulmugina）、あるいはサルムゲ（Sarmuge）という名前でも言及される。
エサルハドンは前672年に、存命中の王子で最年長であったにもかかわらずシャマシュ・シュム・ウキンをバビロンの王位継承者に指名し、弟のアッシュルバニパルをアッシリアの王位継承者とした。エサルハドンが作らせた条約文書はアッシュルバニパルを上位者とするものであったが、両者の関係について若干の曖昧さを残すものであった。エサルハドンの死後、シャマシュ・シュム・ウキンはアッシュルバニパルの王位継承の数ヶ月後にバビロンの王位に登り、その治世を通じてその決定と命令はアッシュルバニパルの承認と確認を経た上でのみ有効とされた。
最終的に、シャマシュ・シュム・ウキンはアッシュルバニパルによる高圧的な統制からの離脱を試み、前652年にアッシュルバニパルに対して反乱を起こした。反乱のためにアッシリアに敵対する勢力をいくつも同調させることに成功したが、にもかかわらず反乱は悲惨な結果に終わった。2年にもわたるアッシュルバニパルによるバビロン包囲の後、都市は陥落したが、彼の死の正確な状況はわからない。

## 背景
シャマシュ・シュム・ウキンはアッシリア王エサルハドンの次男であり(推定)、兄に王太子シン・ナディン・アプリがいた。しかし、シン・ナディン・アプリが前674年に急死したので、王太子を新たに選定する必要に迫られた。この時、父王であるエサルハドンは、後継者問題を先延ばせば、再び骨肉相食むことになると危惧し、すぐに新たな王位継承計画の策定を始めたのであった。これは、自らが兄弟間の熾烈かつ泥沼の継承戦争の果てに、玉座を勝ち取ったこそなしえた判断である。
前672年5月、4番目の息子と目されるアッシュルバニパルがエサルハドンによってアッシリアの王位継承者に指名され、シャマシュ・シュム・ウキンはバビロニアの王位継承者に指名された。両名は共にニネヴェに到着し、外国からの代表使節、アッシリアの貴族及び兵士たちからの祝賀を受けたのであった。
アッシリアとバビロニアとの王位継承権を分割した例はサルゴン朝開闢以来異例とも言えることで、この計画はエサルハドンの新機軸であった。
後世の視点からすれば、この時の統治権分割が、のちにバビロニア諸都市を巻き込んだ大乱に発展し、その後のサルゴン朝衰退の途を開いたと述べても過言ではあるまい。しかし、この時のエサルハドンは、帝国の分割統治によって兄弟間の対立を回避できると純粋に考えていたのかもしれない。
また、アッシリア王の継承者に弟を任命し、兄をバビロン王とする処置は、彼ら二人の母親の出自によると考えられる。通説では、アッシュルバニパルの母はアッシリア出身であろうと推定され、対して、シャマシュ・シュム・ウキンの母はバビロンの出身であったとされる。無論、同母兄弟である可能性も否定できないが、通説のとおりに解釈すれば、この措置にも一定の正当性があると考えられる。もしもバビロニア人との混血児であるシャマシュ・シュム・ウキンがアッシリア王になれば、その正統性に疑義を唱える者が現れ、早晩にもアッシリアとバビロニアとの反目は避けられないものになっていたはずである。エサルハドンとしてもバビロニア人が自分たちの王を戴くことに満足すると思ったことであろう。
しかしながら、エサルハドンによって作成された条約は二人の息子たちの立ち位置について、どこまで意図していたのか幾分不明瞭なものとなっている。アッシリアを継承する以上、アッシュルバニパルこそがサルゴン朝の第一人者であり、シャマシュ・シュム・ウキンは彼に対して忠誠の誓いを立てるということは文中から明らかである。しかし、別の部分ではアッシュルバニパルはシャマシュ・シュム・ウキンの管轄に介入しないことも明記されており、これはより対等な関係を示唆するものと考えられる。
なお、エサルハドンには3番目の息子シャマシュ・メトゥ・ウバリト（Shamash-metu-uballit）もいたが、彼はこの王位継承計画において完全に除外されている。これは、恐らく彼が健康に恵まれなかったためであろう。
治世最後の数年間、エサルハドンは頻繁に病を患っていたため、アッシリア帝国の執政の大半はアッシュルバニパルとシャマシュ・シュム・ウキンによって担われた。

## 治世

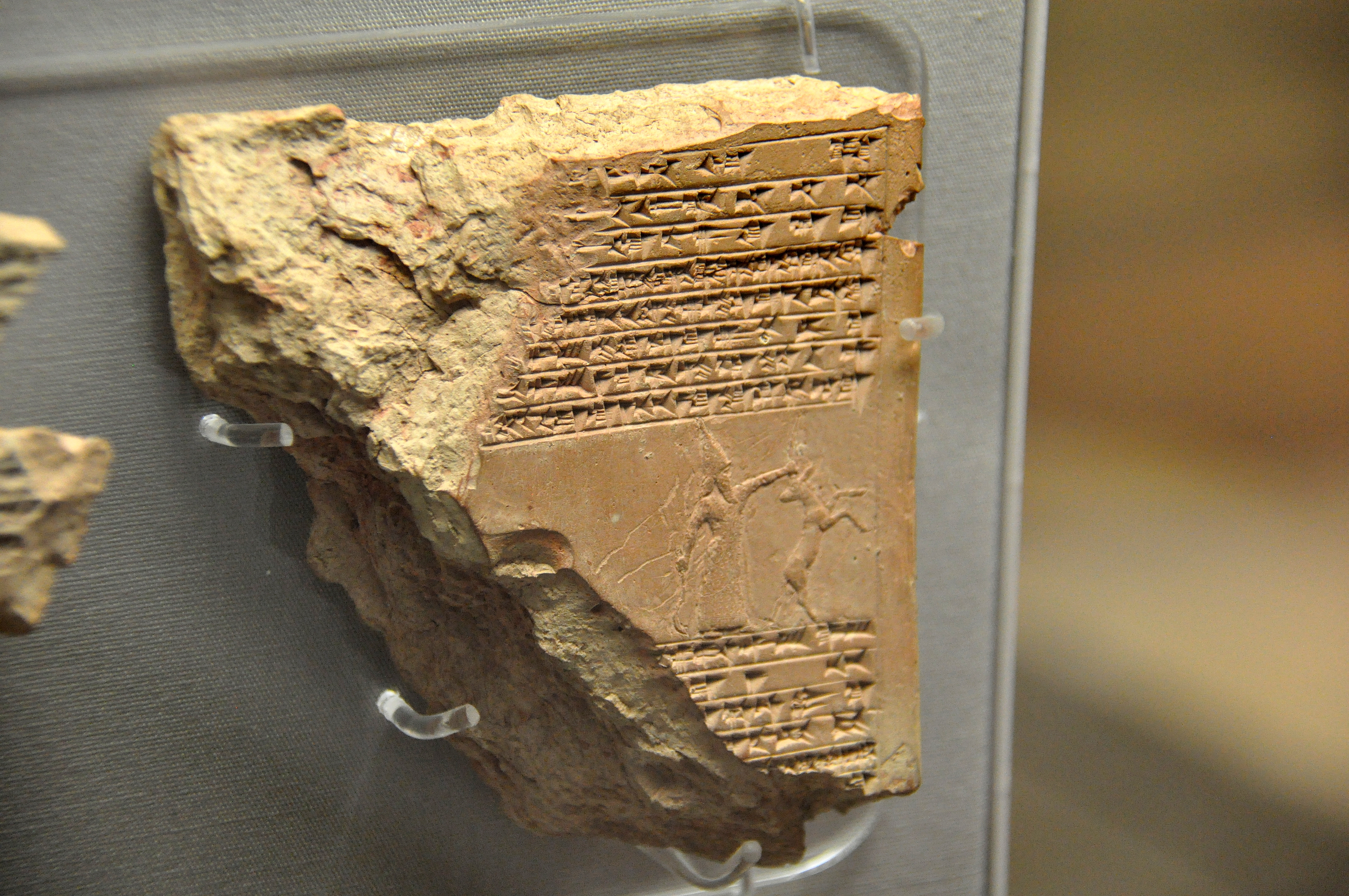
アッシュル・ナディン・シュミが定めた給付を確認するシャマシュ・シュム・ウキンの証書。前670年-前650年（大英博物館蔵）。

前669年末、エサルハドンが死去した。生前に彼が定めた継承計画に従ってアッシュルバニパルがアッシリア王となった。翌年の春、シャマシュ・シュム・ウキンがバビロンの王位に就いた。この時、バビロン市の主神マルドゥクの像がバビロンに返還されたことは特筆すべきであろう。この像は20年ほど前、祖父センナケリブがバビロンから奪ったものである。
奇しくも孫の手によって返された神像であるが、これによってシャマシュ・シュム・ウキンの即位に政治的・宗教的正統性が付与されたことは疑うべくもない。なぜなら、バビロニア人にしてみれば、過去に毀損された名誉と信仰の回復を喜ばない由はなく、マルドゥク神像と共にバビロン入城を果たした目の前の男が真に神の加護を受けた者と否が応でも信じざるを得ない上に、サルゴン王族とはいえ、バビロニア人の血を引く者であるというのであれば、是が非でも迎え入れ、バビロニア復権の旗頭に仕立て上げることも容易いからである。
ただし、彼本人にしてみれば、バビロンの王座も所詮はアッシリアの覇権の具現にすぎないという本音はあったろう。それでも正式に神像の返還を果たし、戴冠式を執り行うことでバビロン王としての確固たる自己を演じるための努力を怠らなかった。
なお、サルゴン王家の中で、バビロニアの王位を継ぎつつアッシリアの王位に就けられなかったのは、唯一、彼のみである。類例として、バビロニア王であった叔父のアッシュル・ナディン・シュミがいるが、彼はセンナケリブの王太子であり、生きていれば当然にアッシリアをも継ぐ前提があった点で事情が異なる。
主論に戻すと、現実的に、血統の正統性を主張するだけで強力な本国の全てを率いることができる弟に対し、シャマシュ・シュム・ウキンのバビロニア統治は異地での対応を求められるものであって、全くの見ず知らずの異民族相手には、自身の神権的正統性によらざるを得なかったという側面があったと考えられるが、この一件でバビロン市民の信望をうることができたことは事実である。

さて、シャマシュ・シュム・ウキンは即位以降16年間は概ね弟との平和的な関係を維持しつつ、バビロンを統治したが、他方で支配領域を巡って論争が繰り返された。
エサルハドンの碑文では、シャマシュ・シュム・ウキンが全バビロニアの支配権を与えられるべきことを明示している。しかし、同時代の比較史料によって、彼の実効支配が及んだ版図は直轄市、即ちバビロン自体とその周辺のみであったことがうかがえる。対して、ニップル市、ウルク市及びウル市といったバビロニアの諸都市の総督らや、いわゆる「海の国」の首長らはバビロン王の存在を完全に無視し、アッシュルバニパルを自らの君主と見なした。
さらに決定的であることに、父王の継承計画に則り、シャマシュ・シュム・ウキンがバビロン王に指名されていたにもかかわらず、アッシュルバニパルは自身の碑文において自分がシャマシュ・シュム・ウキンにバビロンの支配を与えたと記していることである。これは恐らく、シャマシュ・シュム・ウキンが公式に即位したのがアッシュルバニパル即位の数ヶ月後であったことが影響していると推測される。また、本国を率いる以上、王家の第一人者はアッシュルバニパルであり、現実に行使こそしなかったが、シャマシュ・シュム・ウキンの即位を止める権限も当然にあったと考えられる。
これほどまでに政治的・経済的基盤が脆弱であり、正統性も宗教的権威に縋るほかない点で、シャマシュ・シュム・ウキンの立場は相当苦しかったと考えられる。それでも、政務には熱心であり、彼がいくつかの伝統的なバビロニア王の行事に参加したことが記録に残されている。
例えば、シッパル市の市壁を再建し、バビロニアの新年祭に参加したことが挙げられる。。ほかにも彼は自分の支配領域にある諸神殿にかなりの注意を払ったようであり、ウルクのイシュタル神殿の土地を拡大したことなど、寄進した事実を碑文等の記録に残した。。

### 地位

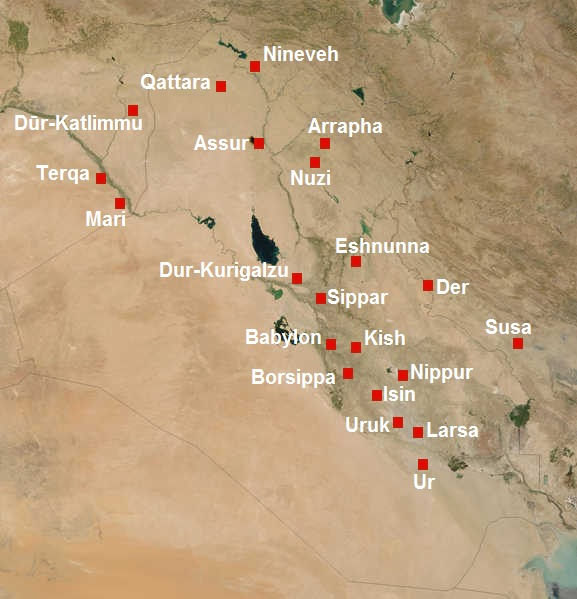
メソポタミアの主要都市の地図。

アッシュルバニパルに対してシャマシュ・シュム・ウキンが反旗を翻した動機は記録が残っていない。しかし、上述のように全バビロニアの支配権を継承することが定められていたにもかかわらず、アッシュルバニパルがこれを尊重せず、直轄市以外の地域の支配権を保障しなかったことは十分に動機になりうる。兄弟の権力闘争を裏付けるものとしてバビロニア全域において発見された商業文書がある。シャマシュ・シュム・ウキンの名で発遣された手形等に混じって、同時期のアッシュルバニパルの名が入ったものがバビロニア地域から発見されており、これはアッシュルバニパルがバビロニアの君主とみなされていたことを示す。
ただし、バビロン、ディルバト、ボルシッパ、シッパルからはアッシュルバニパルの商業文書は全く見つかっておらず、これらの都市が完全にシャマシュ・シュム・ウキンの下にあったことが示されている。しかし、アッシュルバニパルはバビロニア全域に密偵を配置しており、しかも自身へ直接報告を行わせていた。そして碑文記録によって、シャマシュ・シュム・ウキンが自身の臣下たちに与えたいかなる命令も、実行に移される前にまずアッシュルバニパルの確認と承認を得なければならなかったことが示されている。これは互いの管轄のことは不干渉であるという条約の死文化が常態であるといえる状況である。あまつさえアッシュルバニパルはシャマシュ・シュムウキンの支配地の遥か内側であったはずの都市ボルシッパに常駐部隊と役人を置いていたのであるから、アッシュルバニパルは統治権の分割など最初から認めていなかったと考えて良い。バビロンの役人から直接アッシュルバニパルに送付された請願書も現存している。シャマシュ・シュム・ウキンがバビロンにおいて普遍的に尊重される主権者であったならば、彼がこのような書簡の最終受取人であったであろうことは明らかである。
アッシュルバニパルとシャマシュ・シュム・ウキンが平和的に共存していた時代のバビロニアから発見された王室文書には両方の名前が記されているが、それと同時代のアッシリアから発見された文書にはアッシュルバニパルの名前しかなく、この二人の王が同等でなかったという見解を補強している。ウルクはバビロニアに位置する都市であったにもかかわらず、ウルク総督クドゥル（Kudurru）はアッシュルバニパルに宛てた書簡で全土の王という称号を彼に付している。これはクドゥルがシャマシュ・シュム・ウキンではなくアッシュルバニパルを自らの君主として見ていたことを示している。シャマシュ・シュム・ウキン自身は自らをアッシュルバニパルと対等であると見ていたと考えられ、書簡においてアッシュルバニパルに対してシンプルに「我が兄弟」と呼び掛けている（これはシャマシュ・シュム・ウキンが父親のエサルハドンに対して「王、我が父」と書いていたのとは異なる）。シャマシュ・シュム・ウキンからアッシュルバニパルに送られた書簡が複数現存しているが、それに対する返信は残されていない。アッシュルバニパルが情報提供者網を張っていたため、シャマシュ・シュム・ウキンに書簡を送る必要を感じなかったのかもしれない。

### アッシュルバニパルに対する反乱と死
前650年代後半までにシャマシュ・シュム・ウキンとアッシュルバニパルの間の敵意は増大した。これを裏付ける資料がシャマシュ・シュム・ウキンの廷臣であったザキル（Zakir）からアッシュルバニパルへ送られた書簡である。そこでは「海の国」からの使者がシャマシュ・シュム・ウキンの面前で公然とアッシュルバニパルを批判したことが述べられている。
書簡には「これは王の言葉ではありません！」という表現が用いられていることから、ザキルはシャマシュ・シュム・ウキンがこの発言に怒りを示したことを報告していると見える。
しかし、同時に彼とバビロンの総督ウバル（Ubaru）がこの使者に対して何の処置も行わないことにしたことも報告しているのである。
このように常日頃からの内政干渉、間諜活動及び金融妨害といった弟の不法行為に対する怒りと自身の地位への不満が募り、そこに上乗せてバビロニア人のアッシリアに対する普遍の恨み辛みがあり、最終的にアッシリアと戦う者であれば誰であれ加担するエラムの支配者たちの熱意に突き動かされたと見るべきであろう。
。
前652年にシャマシュ・シュム・ウキンは反乱を起こした。この内戦はその後3年間続くことになる。反乱はアッシリアの王位を主張するためのものではなく、むしろバビロニアの独立を守るための試みだった。碑文史料からシャマシュ・シュム・ウキンがバビロンの市民に対して自分の反乱に参加するよう呼びかけたことがわかる。アッシュルバニパルの碑文ではシャマシュ・シュム・ウキンの「アッシュルバニパルはバビロニア人の名を恥で覆う」という発言が引用されている。アッシュルバニパルはこれを「風（風聞）」「嘘」と言っている。このすぐ後にシャマシュ・シュム・ウキンは反乱に踏み切り、南部メソポタミアの他の地域でも、シャマシュ・シュム・ウキンの側についてアッシュルバニパルに対し反乱した。内戦の初期、アッシュルバニパルは南部地方の太守が彼の側に寝返るように働きかけることを試み、彼らのうちの誰かが内戦を落ち着かせることに興味を持つことを願って書簡を送った。これらの書簡の中で　アッシュルバニパルは　シャマシュ・シュム・ウキンのことを名前で書くことはなく、その代わりに彼を「lā aḫu」（兄弟ではない者）と呼んでいる。多くの碑文の中で、シャマシュ・シュム・ウキンは単純に「不義の兄」「敵としての兄」あるいは単に「敵」と記されている。いくつかの書簡の中で、アッシュルバニパルは彼のバビロン王としての正当性をおとしめるために、彼のことを「マルドゥク神が憎む者」としている。
アッシュルバニパルの碑文によれば、シャマシュ・シュム・ウキンはアッシリアに対抗するための同盟相手を見つけることに大きな成功を収めた。アッシュルバニパルはシャマシュ・シュム・ウキンの同調者を3つのグループに分類している。第一に何よりもまずカルデア人、アラム人およびバビロニアに住むその他の人々、第二にエラム人、第三にグティ人、アムル人（アムル人）、そしてメルッハの王たちである。第三のグループの王たちはメディア人のことであるかもしれない（グティ人、アムル人、メルッハはこの時点ではもはや存在していない）が、不明瞭である。メルッハはエジプトを指した者である可能性があるが、彼らはこの戦争においてシャマシュ・シュム・ウキンに支援を行ってはいない。シャマシュ・シュム・ウキンはエラムに使者を送り贈り物（アッシュルバニパルはこれを「賄賂」と呼んでいる）、エラム王は内戦を戦うシャマシュ・シュム・ウキンを支援するため、王子の指揮する援軍を派遣した。
アッシリアの敵国を集めて連合したにもかかわらず、シャマシュ・シュム・ウキンの反乱は成功しなかった。第一の同盟相手であったエラム人はデールでアッシリア軍に敗れ、この内戦で役割を果たすことはなくなった。前650年までにシャマシュ・シュム・ウキンの状況は厳しいものとなっていたように見え、アッシュルバニパルの軍勢はシッパル、ボルシッパ、クタ、そしてバビロン本体も包囲下に置いた。バビロンは包囲の中で飢えと疫病に耐えたが、最終的に前648年に陥落し、アッシュルバニパルによって略奪された。シャマシュ・シュム・ウキンが残した祈りの文書の1つは、この内戦の最終局面における彼の絶望を記録に残している。
余は昼夜を問わずハトの如く慟哭する。余は自らを哀れみ、余はただ嘆く。我が瞳から涙が落ちるのを止めることは適わず。
シャマシュ・シュム・ウキンは伝統的に、宮殿で自らに火をかけて死んだとされている。だが、同時代の文書は、単に「彼は残酷な死を迎え」、神々が「彼を炎に委ね、彼の人生を滅ぼした」と書いてあるのみである。焼身自殺であれ他の手段であれ、彼が処刑されたり、事故死したり、他の原因で死んだこともあり得る。彼の死に関する記述の大半では、何らかの形で炎が関係しているようだが、それ以上の詳細な情報は何もない。シャマシュ・シュム・ウキンがアッシュルバニパルに対する戦争を起こし、アッシュルバニパルに不忠であるとされた（そしてもしかするとシャマシュ・シュム・ウキンが焼死した）原因として、典型的に、神々の意図によるものとされている。もしもシャマシュ・シュム・ウキンが処刑されたのだとすれば、アッシリアの書記が歴史的な記録文書の中でそれに触れないのは、論理的であると言える。なぜなら、王が兄弟を殺すことは違法であり、仮に（アッシュルバニパルではなく）兵士がそれを実行したのだとしても、アッシリア王家の一員を殺害したに等しいからである。もし、配下の兵士がシャマシュ・シュム・ウキンを殺したのだとしたら、彼は悲惨ではない死を迎えたと言えるかもしれない。シャマシュ・シュム・ウキンが死亡した後、アッシュルバニパルは自らの役人の一人カンダラヌを属王としてバビロンの王位に就けた。

## 遺産
シャマシュ・シュム・ウキンの反乱と破滅は、歴史を記録するアッシリア王家の書記にとって困難な例を象徴している。シャマシュ・シュム・ウキンはアッシリア王家の一員であると同時に、不実のバビロン王であったため、彼の運命について記すことは困難であった。書記たちは、諸外国の王たちや反乱者の敗北について、とても長い記述で熱心に記録している一方で、一般的にはアッシリア王家の一員の死についての記述は熱意に欠ける。事態はより複雑だったかもしれない。なぜなら、アッシリア人による他の幾多の反乱とは異なり、シャマシュ・シュム・ウキンは簒奪者ではなく、アッシリア王の布告によって合法的に任命されたバビロンの支配者だったからである 。その後のアッシュルバニパルの個人的な文書からは、シャマシュ・シュム・ウキンの人生の最期に関してほとんど知ることができない。アッシュルバニパル以後の王たちも、彼に言及することはない。まるで、最初からシャマシュ・シュム・ウキンなど存在しなかったかのようである。アッシュルバニパルの文書は彼の兄弟の死について遠回しに述べるだけで、多くの箇所ではシャマシュ・シュム・ウキンの名前を省略さえして、単に「王」と述べるのみである。ニネヴェのアッシュルバニパルの宮殿から出土した浮き彫りには、バビロンの反乱に対する彼の勝利を描かれている。その中で、兵士たちはバビロンの王冠と王家の記章をアッシュルバニパルに渡しているが、この浮き彫りの中で、シャマシュ・シュム・ウキンは明らかに省略されている。シャマシュ・シュム・ウキンの破滅を受けた記憶の断罪の証拠がそこにはあり、注目に値する。傍らには王によって立てられた石柱があり、シャマシュ・シュム・ウキンの死を受け、意図的にその顔が削り取られている。

## 称号
シャマシュ・シュム・ウキンが最も頻繁に用いた称号はšar Bābili（バビロンの王）である。もっとも、šakkanakki Bābili（バビロンの太守）を用いた碑文も１つだけ存在する。バビロンを統治した他のアッシリア王の碑文の中では、「太守」が「王」よりも一般的である。彼は他にも、例えばšar māt Šumeri u Akkadi（シュメールとアッカドの王）などの典型的なバビロニア王家の称号を用いた。概して彼の称号は、他のアッシリア人のバビロン支配者と比べものにならないほど、典型的に「バビロニア的な」ものだった。典型的なアッシリアの支配者と同様に、シャマシュ・シュム・ウキンは多くの彼の碑文の中で彼の祖先に対し、敬意を払っている。彼が碑文の中で名前を言及するのは、彼の曾祖父サルゴン2世、祖父センナケリブ（センナケリブがバビロンに対して行ったことのために、概してセンナケリブには「バビロンの王」の称号を用いていない）、彼の父エサルハドン。そして時々、彼の兄弟アッシュルバニパルも挙げている。シャマシュ・シュム・ウキンがその称号に彼らを含めた理由は、もしかすると、それを省略すると彼の正当性が疑われることを恐れたせいかもしれない。彼の祖先の紹介の仕方や、碑文におけるシャマシュ・シュム・ウキンの神の用い方は、他のアッシリア人統治者と明らかに一線を画している。
本質的に、アッシリアの王権はアッシリアの神アッシュルの神官としての役割とつながっているのだが、意味深長なことには、シャマシュ・シュム・ウキンは、彼の祖先のその役割には言及していない。バビロンの統治者に期待されているように、シャマシュ・シュム・ウキンの公式碑文の中で最も頻繁に言及される神はマルドゥク神である。だが、シャマシュ・シュム・ウキンの碑文では、アッシュル神については一言も言及しない。アッシリアとバビロニアの両方を治めた彼の祖先の碑文においては（しばしば、簡潔な形ではあるが）アッシュル神について記しているのとは対照的である。シャマシュ・シュム・ウキンが公的には（その血統のゆえに）自分をアッシリア人であるとしていたにもかかわらず、彼の碑文は、彼がアッシリアの神を敬ってなかったことを示唆している。彼の称号を記す箇所の多くにおいて、シャマシュ・シュム・ウキンはアッシリア（人）の有名無実の集まりを用いて、神々の代わりとしている。そこでは、南部で敬意を払われていた神々、例えばマルドゥクやザルバニトゥの代わりにアッシリアにおける重要な神々、例えばアッシュル、イシュタル、シンが用いられることはなかった。